# Lubowierz
Lubowierz – wieś w Polsce położona w województwie lubelskim, w powiecie włodawskim, w gminie Stary Brus.
| SIMC    | Nazwa     | Rodzaj  |
| ------- | --------- | ------- |
| 0108594 | Szelibudy | kolonia |

W latach 1975–1998 miejscowość administracyjnie należała do województwa chełmskiego.
Wieś jest sołectwem w gminie Stary Brus. Według Narodowego Spisu Powszechnego z roku 2011 wieś liczyła 138 mieszkańców.
Mieszkańcy rzymskokatoliccy należą do parafii Matki Bożej Częstochowskiej w Starym Brusie lub parafii św. Andrzeja Boboli w Wytycznie.